# Baie de Sébastopol
La baie de Sébastopol est une baie qui renferme une succession d'anses, pratiquement doublées de multiples jetées intermédiaires. Elle sépare les quartiers nord et sud du port de Sébastopol. Elle prolonge le chenal de la Tchorna vers l'est sur 7,5 km.
Ce havre naturel a favorisé l'aménagement d'un important port de guerre, cible des alliés anglo-français lors de la guerre de Crimée. Dès le XIXe siècle, la Russie y stationne la flotte de la mer Noire, composée de croiseurs et de cuirassés, un Chantier naval et un port.

## Tourisme

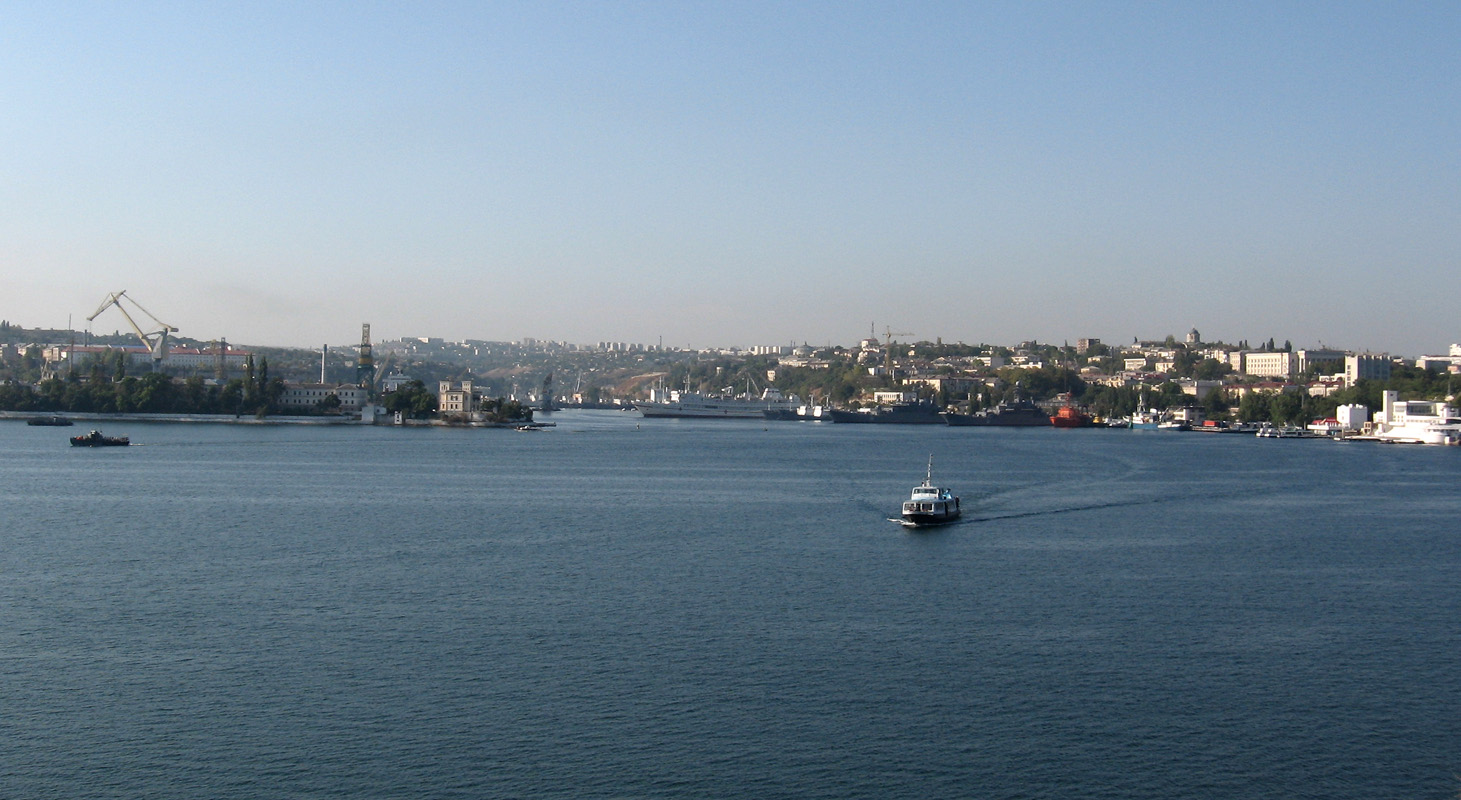
Côté sud de la baie.

C'est l'un des principaux sites touristiques de Sébastopol, car la ville surplombe de tous côtés cette vaste baie comme un amphithéâtre romain. Vers l'est, le cap extrême de la baie est dominé par le monastère troglodyte d'Inkerman, puis retombe vers l'embouchure de la Tchorna.
L'on trouve plusieurs plages sur les bords de la baie servant aux loisirs des habitants. Des bateaux naviguent dans les eaux de la baie pour les excursions. Dans les eaux de la baie près du boulevard du bord de mer, se dresse le monument aux navires coulés, en forme de colonne sur un rocher: c'est le symbole de Sébastopol.

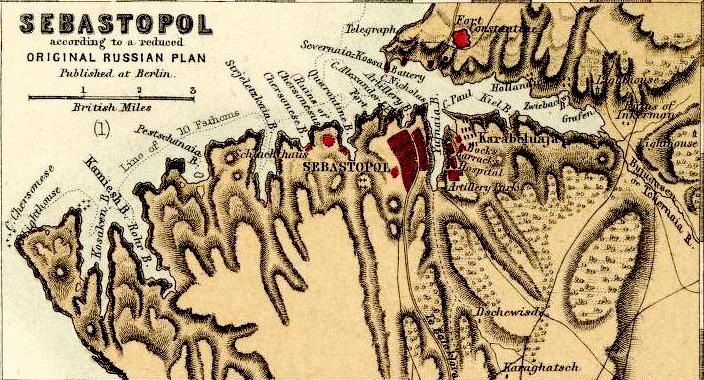
Vue de la baie en 1872.

## Voir également
- Description du port de Sébastopol
- Description des anses de la baie
- Photos aériennes